# Широконіска північна

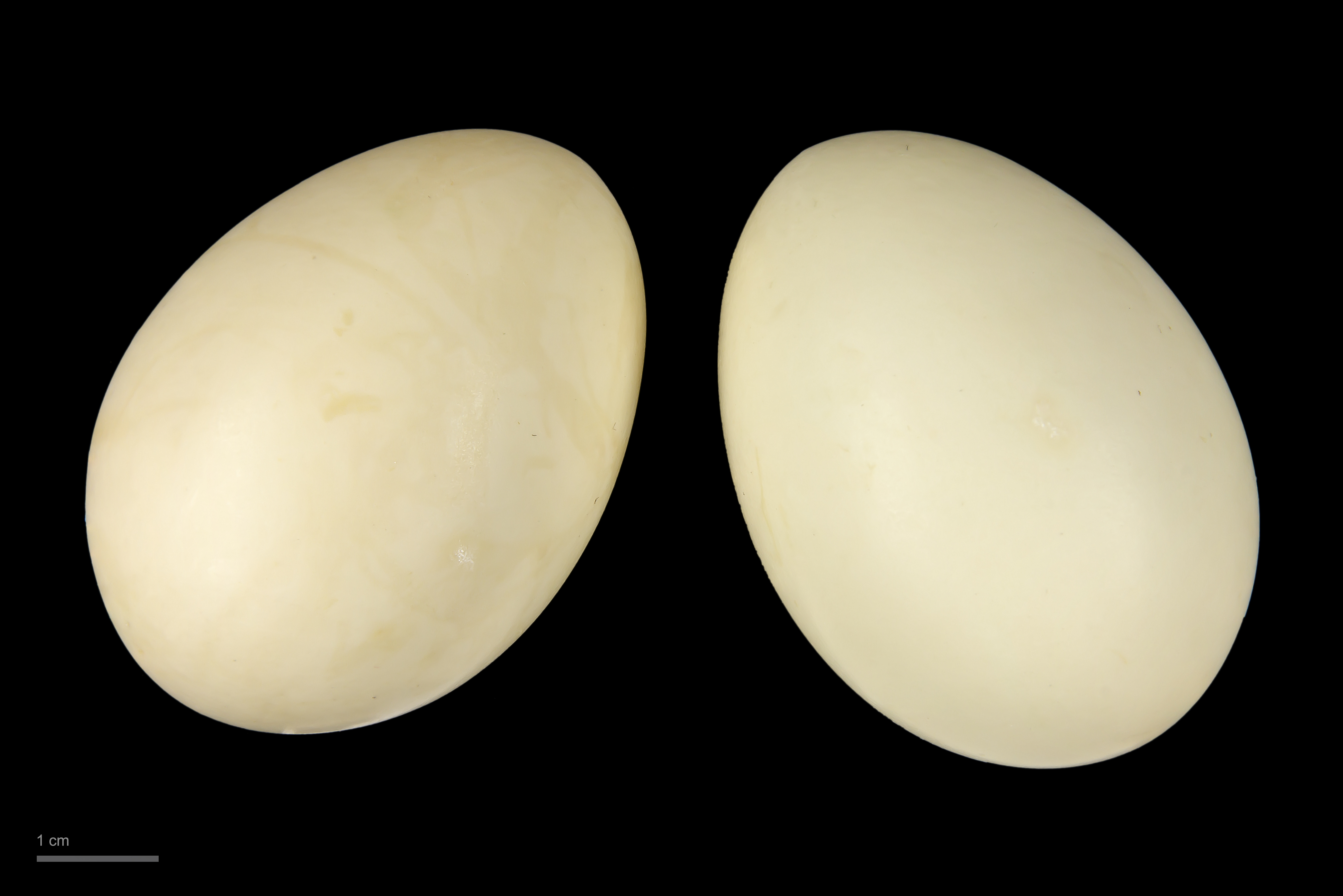
яйце Spatula clypeata — Тулузький музей

Широконі́ска півні́чна (Anas clypeata) — водоплавний птах родини Качкових. В Україні — гніздовий, перелітний, зимуючий вид.

## Зовнішній вигляд
Маса тіла 450—850 г, довжина тіла 49-52 см, розмах крил 70-84 см. У дорослого самця в шлюбному вбранні голова, верхня частина шиї, спина, поперек і надхвістя чорні, з зеленим металічним полиском; частина плечових пер біла, інші — видовжені, з білими, світло-блакитними і чорними смугами; воло біле; груди, черево і боки тулуба руді; задня частина боків біла; підхвістя чорне; «дзеркальце» зелене, блискуче, окреслене спереду білим; верхні малі і середні покривні пера крил блакитні; хвіст білуватий, центральні стернові пера бурі; дзьоб чорний, лопатоподібний; ноги жовтогарячі; райдужна оболонка ока жовта; у позашлюбному вбранні схожий на дорослу самку, але має блискуче «дзеркальце», чорне надхвістя і насичений блакитний колір покривних пер крил; дзьоб оливково-бурий. Доросла самка темно-бура, пера з вохристою облямівкою; верхні покривні пера крил сірувато-блакитні; дзьоб оливково-сірий; райдужна оболонка ока від жовтої до коричневої. Молодий птах подібний до дорослої самки, але темніший.

## Поширення
Поширена в Європі, Північній Африці, Південній Азії і Північній Америці. Перелітний птах. В Україні гніздовий, перелітний, зимуючий. Гніздиться на всій території країни, крім Карпат і Криму; мігрує скрізь; зимує біля узбережжя морів та в пониззі Дунаю.
Об'єкт полювання.